# Episkopikó
Episkopikó (Episkopiko, Bartzi) är en ort i Grekland.   Den ligger i prefekturen Nomós Ioannínon och regionen Epirus, i den centrala delen av landet, 300 km nordväst om huvudstaden Aten. Episkopikó ligger 535 meter över havet och antalet invånare är 320.
Terrängen runt Episkopikó är kuperad åt nordost, men åt sydväst är den bergig. Runt Episkopikó är det glesbefolkat, med 20 invånare per kvadratkilometer. Närmaste större samhälle är Ioánnina, 13,9 km norr om Episkopikó. I omgivningarna runt Episkopikó växer i huvudsak blandskog.